# Dagný Brynjarsdóttir
Dagný Brynjarsdóttir, née le 10 août 1991 à Hella, est une footballeuse internationale islandaise évoluant au poste de milieu de terrain à West Ham United.

## Biographie

### Jeunesse
Dagný Brynjarsdóttir commence à jouer au football à l'âge de six ans, avec son premier club, le KFR de Hella et Hvolsvöllur. Elle joue en senior en 2006 avec ce club, allié avec Ægir de Þorlákshöfn. De 2007 à 2013, elle joue au plus haut niveau islandais avec le Valur.
En 2011, elle part aux États-Unis pour ses études et fréquente l'Université d'État de Floride. Elle joue ainsi avec les Seminoles de Florida State. Elle retourne en Islande pour jouer avec le Valur en été.
Elle est titulaire pour les Seminoles pendant quatre ans de 2011 à 2014 au poste de milieu de terrain. Elle aide son équipe à remporter le championnat national en 2014. Elle inscrit 44 buts en 87 matchs, deuxième record de l'école. Elle est nommée dans l'équipe All-American en 2014 et est finaliste pour le Trophée Hermann, remis chaque année à la meilleure joueuse de soccer universitaire. Elle est nommée Joueuse de l'année 2014 par Soccer America. Elle a également été nommée dans l'équipe  Scholar All-American par la National Soccer Coaches Association of America.

### Carrière en club
En 2014, elle joue pour l'UMF Selfoss, avant signer en 2015 pour la seconde moitié de la saison avec le Bayern Munich, en Allemagne.

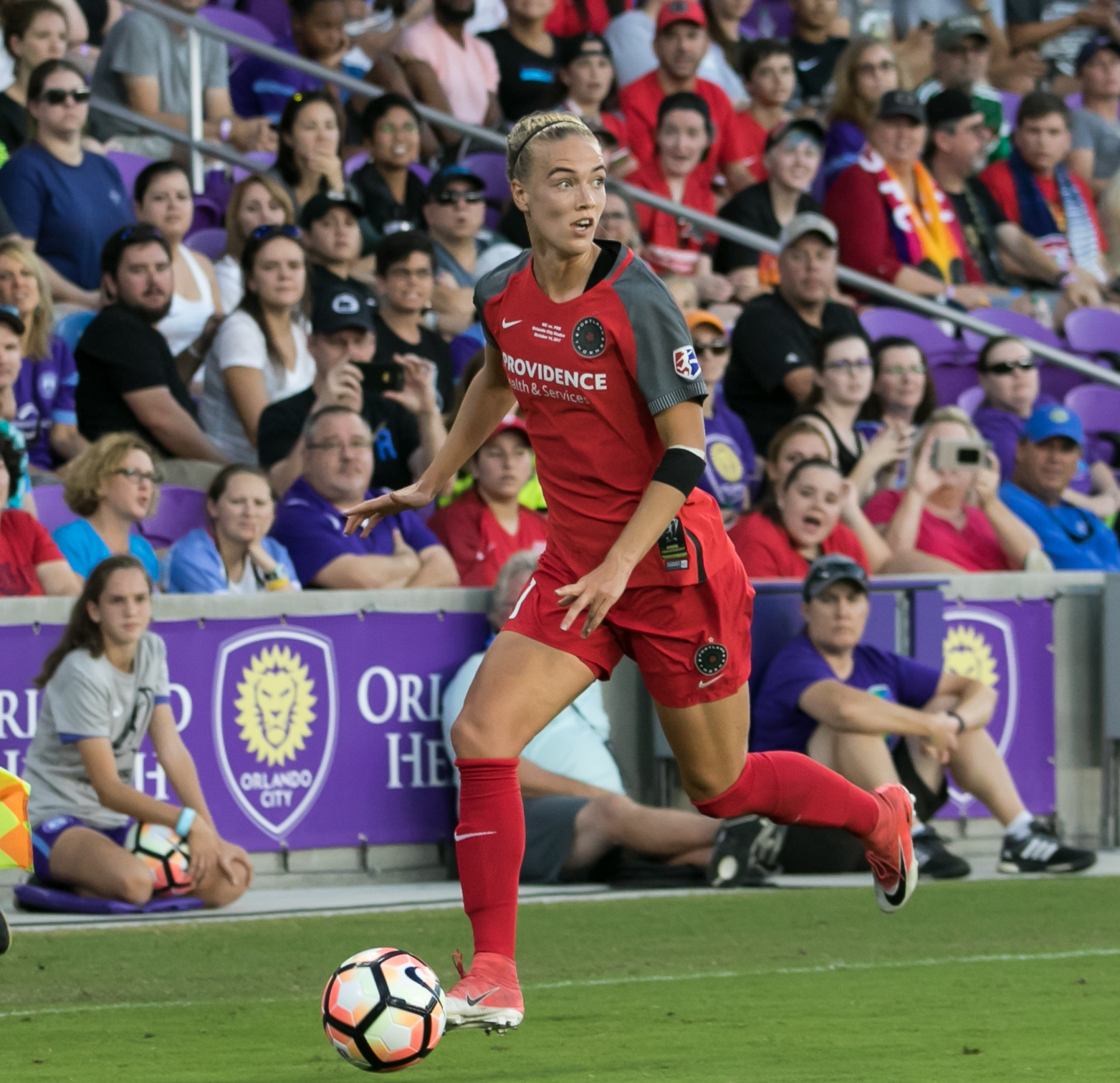
Dagný Brynjarsdóttir avec les Thorns lors de la finale NWSL 2017.

Après ses années universitaires, Dagný ne s'inscrit pas à la Draft 2015 pour jouer en NWSL. En mai 2015, elle tente de jouer avec le Flash de Western New York, mais en est empêchée par les règles de la ligue.
Finalement, en octobre 2015, les Thorns de Portland annoncent l'acquisition de ses droits en NWSL. Après avoir joué les saisons 2016 et 2017 avec les Thorns, elle rate la saison 2018 en raison d'une grossesse. Elle accouche en juin 2018 et revient à l'entraînement avec l'équipe en mars 2019,.
En 2019, elle retourne en Islande en signant avec Selfoss. En janvier 2021, elle signe en Angleterre à West Ham United,.

### Carrière internationale
Dagný Brynjarsdóttir fait ses débuts en équipe nationale lors de l'Algarve Cup 2010, à l'occasion d'une défaite 2-0 face aux États-Unis le 24 février 2010. Elle est appelée pour faire partie du groupe pour l'Euro 2013. Lors du dernier match de groupe contre les Pays-Bas, elle inscrit le seul but du match, permettant à son équipe de d'accéder aux quarts de finale. Il est apparu plus tard qu'elle avait joué le jeu avec un pied cassé, blessure causée lors du match précédent contre l'Allemagne.
En juin 2022, elle est sélectionnée par Þorsteinn Halldórsson pour disputer l'Euro 2022 en Angleterre.

## Palmarès

### En club

#### Valur
- Úrvalsdeild kvenna (4)
  - Championne en 2007, 2008, 2009, 2010
- Coupe d'Islande (3)
  - Vainqueur en 2009, 2010, 2011
  - Finaliste en 2012
- Supercoupe d'Islande (1)
  - Vainqueur en 2010
  - Finaliste en 2012
- Coupe de la Ligue islandaise
  - Finaliste en 2013

#### Thorns de Portland
- NWSL Shield (1) : 2016
- Championne NWSL (1) : 2017

#### Bayern Munich
- Championne d'Allemagne 2015

### Distinctions individuelles
- Biggest Freshmen Award : 2013

## Vie privée
Dagný Brynjarsdóttir donne naissance à son fils Brynjar en juin 2018, faisant d'elle l'une des nombreuses mères jouant en NWSL. Elle épouse le père, Omar Pall, en juillet 2019.